# Tagiura

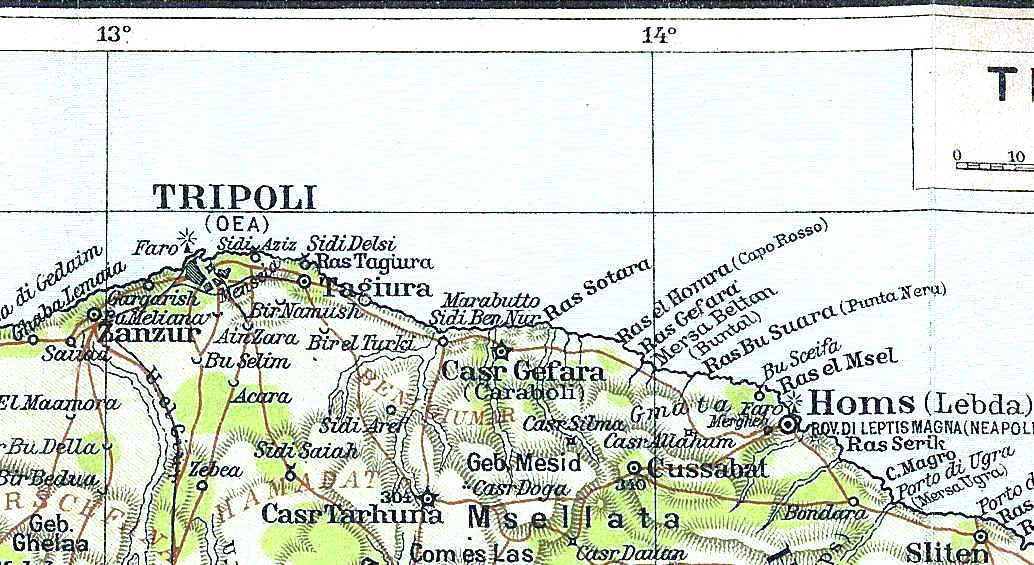
1913er Karte mit Tagiura am Mittelmeer in der Region Tripolitanien

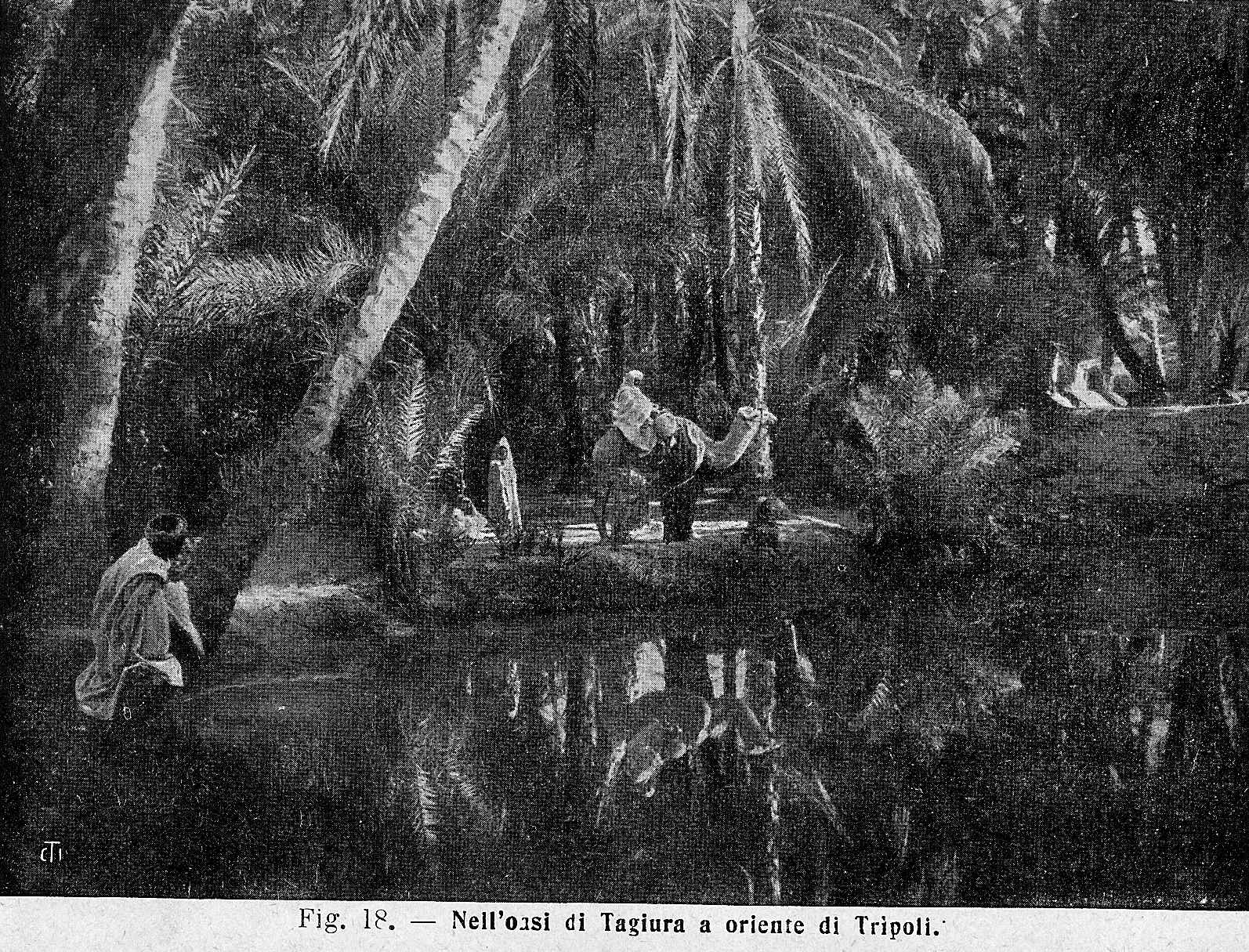
Tagiura-Oase 1913

Tagiura, auch Tajoura (arabisch تاجوراء, DMG Tāǧūrāʾ) ist eine Stadt in Libyen an der Mittelmeerküste im Munizip Tripolis, 14 km östlich von Tripolis und in der Region Tripolitanien.
Von 2001 bis 2007 war Tagiura die Hauptstadt des Distrikts Tagiura wa Arba.

## Geschichte
Die Osmanischen Türken gründeten 1531 eine Basis in Tagiura.
Tagiura war das Zentrum der Nuklearforschung in Libyen, mit einem von der Sowjetunion erbauten 10-Megawatt-Reaktor, der 1981 in Betrieb ging.
Anfang Juli 2019, während des Bürgerkrieges in Libyen, traf ein Luftangriff ein Internierungslager für Flüchtlinge in Tagiura und 53 Personen wurden getötet. Beide Bürgerkriegsparteien beschuldigten sich gegenseitig, für die Attacke verantwortlich zu sein.